# Eumenes buddha
Eumenes buddha är en stekelart som beskrevs av Cameron 1898. Eumenes buddha ingår i släktet krukmakargetingar, och familjen Eumenidae. Inga underarter finns listade i Catalogue of Life.